# 耀西故事
《耀西故事》（又译作）是任天堂開發與發行的平台遊戲，1997年12月21日首發於日本任天堂64遊戲機。遊戲1998年全球發行，2004年於中國大陸神遊機發行。
《耀西故事》在西方匯總網站Metacritic的得分為65/100，屬於「分化或中庸」。